# Stuttgarter Verein
Koordinaten: 48° 46′ 33,5″ N, 9° 11′ 12″ O

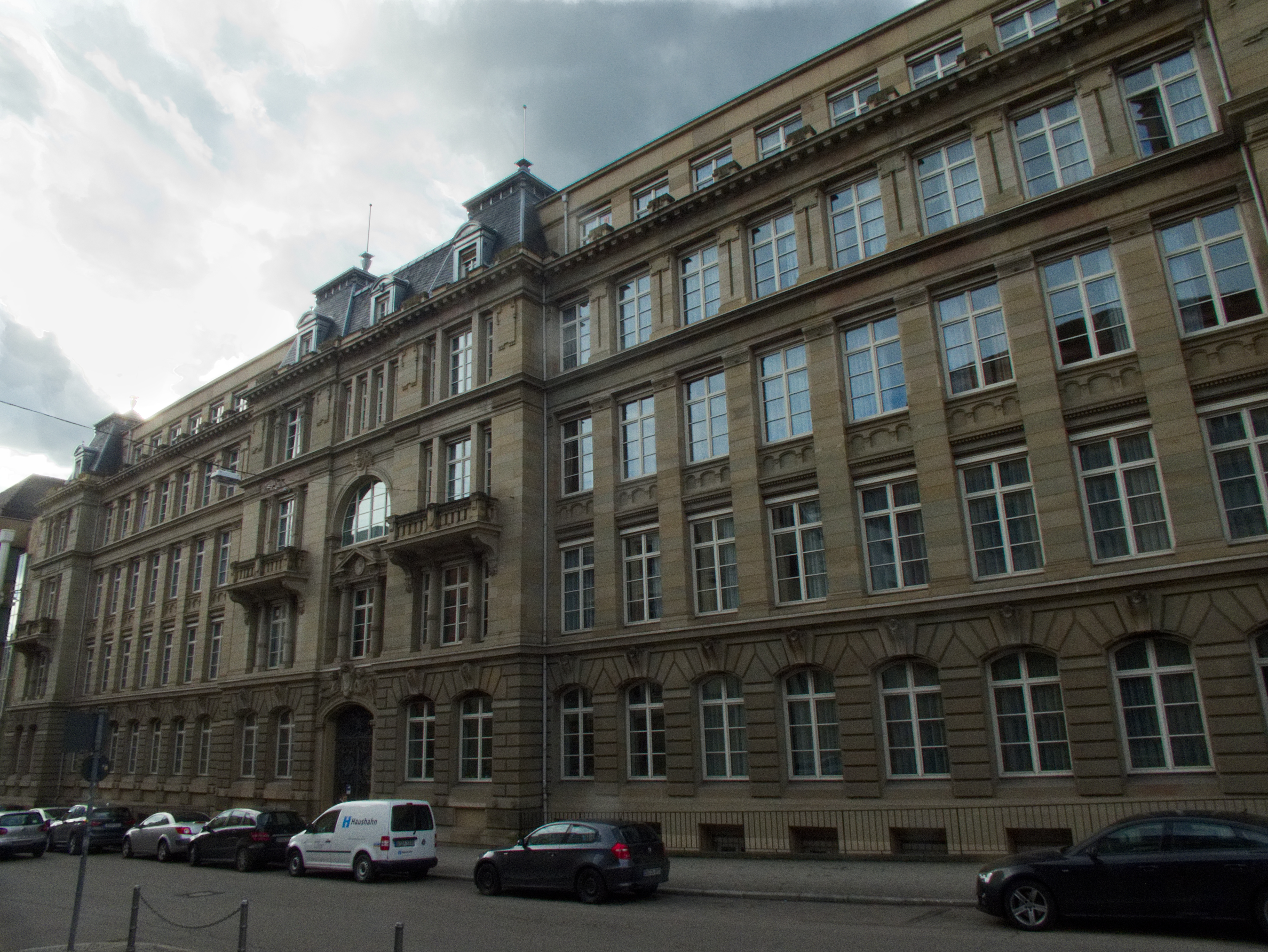
Ehemaliger Verwaltungssitz des Stuttgarter Vereins in der Olgastraße in Stuttgart, derzeit von der Allianz genutzt.

Der Stuttgarter Verein war eine deutsche Versicherungsgruppe mit Sitz in Stuttgart. 1927 fusionierte das Unternehmen im bis dato größten Unternehmenszusammenschluss in der deutschen Versicherungsbranche mit der Allianz, bis 1940 firmierte das Fusionsunternehmen als Allianz und Stuttgarter Verein. Das Vorgängerunternehmen Allgemeiner Deutscher Versicherungsverein in Stuttgart etablierte in Deutschland die Haftpflichtversicherung und brachte als erster Versicherer in Deutschland Autoversicherungspolicen auf den Markt.

## Geschichte

### Frühe Jahre
Aufgrund der zunehmenden Technisierung wurde 1871 das Reichshaftpflichtgesetz erlassen, dass für Fabrikanten unter anderem eine Gefährdungshaftung für Schäden an Arbeitern und anderen Personen auf dem Fabrikgelände vorsah. Während erste angebotene Versicherungslösungen sich am Konzept der Unfallversicherung orientierten, erkannte Carl Gottlob Molt den Unterschied zu Haftpflichtrisiken und gründete hierfür 1874 zusammen mit dem Rechtsanwalt Karl Schott den Allgemeiner Deutscher Versicherungsverein in Stuttgart. Zunächst eine Genossenschaft wurde fünf Jahre später die Rechtsform in einen Versicherungsverein geändert. Neben dem Haftpflichtversicherungsgeschäft wurde die Unfallversicherung angeboten sowie in den folgenden Jahren das Angebot auf Kranken- und Sterbegeldversicherung ausgeweitet. Mit dem Unfallversicherungsgesetz von 1884 wurden weite Teile der zivilrechtlichen Haftung durch die gesetzliche Unfallversicherung übertragen, so dass viele Versicherer aus dem Geschäft austraten. Der Allgemeine Deutsche Versicherungsverein erkannte jedoch die Lücken, die sog. „Haftpflichreste“, und schnitt sein Angebot hierauf zu. Durch den Einsatz moderner Techniken und detaillierter Statistiken für verschiedene Betriebs- und Berufszweige baute das Unternehmen seine Marktführerschaft aus und führte auch die Privat-Haftpflicht in den 1890er Jahren ein. 1899 wurde die erste KfZ-Haftpflicht-Versicherung angeboten, die 1900 erstmals abgeschlossen wurde. Mit moderner Bürotechnik – z. B. einem von der Robert Bosch GmbH entwickelten Netz elektronischer Aktenbahnen zur Verbindung der diversen Abteilungen und einer Telefonanlage mit 250 Anschlüssen – und Innovationen wie dem Einsatz weiblicher Schreibkräfte wurde das Unternehmen zu einem der größten Versicherungsunternehmen Deutschlands.

### Weimarer Republik und NS-Zeit
Nach dem Ersten Weltkrieg kämpfte der Allgemeine Deutsche Versicherungsverein unter Molts Nachfolger Max Georgii mit den Auswirkungen der Hyperinflation. Kurzzeitig stand eine Übernahme durch die Allianz im Raum, durch eine Umstrukturierung 1921, bei der sich das Unternehmen in drei Gesellschaften aufteilte, wurde die Krise abgewendet. 1923 wurden aus den drei Versicherungsvereinen zwei Aktiengesellschaften, die sich unter dem Namen Stuttgarter Verein Versicherung der Schaden- und Unfallversicherung bzw. – im Zuge einer parallel durchgeführten Übernahme der Lübeck-Schweriner Lebensversicherung – Stuttgart-Lübecker Lebensversicherung der Lebensversicherung widmeten.
Nach intensiven Verhandlungen kam es 1927 doch zum Zusammenschluss mit der Allianz. Hauptsitz der Gesellschaften blieb der Allianz-Hauptsitz Berlin, dafür wurde das Unfall- und Haftpflichtgeschäft aus dem Standort Stuttgart heraus betrieben. Die Allianz Lebensversicherungsbank, die mit der Stuttgart-Lübecker Lebensversicherung zur Allianz und Stuttgarter Lebensversicherungsbank verschmolzen wurde, wechselte ebenfalls von Berlin nach Stuttgart. Georgii wechselte auf den Aufsichtsratsvorsitz des neuen Konzerns. 1938 kehrte die Lebensversicherung nach Berlin zurück, nach dem Zweiten Weltkrieg wurden die Zentralen für die Sachversicherung nach München und für die Lebensversicherung nach Stuttgart verlegt. Dabei war zwischenzeitlich der Stuttgarter Verein aus dem Namen getilgt worden, seit 1940 hießen die Gesellschaften Allianz Versicherung bzw. Allianz Lebensversicherung.